# Se’ew Zur

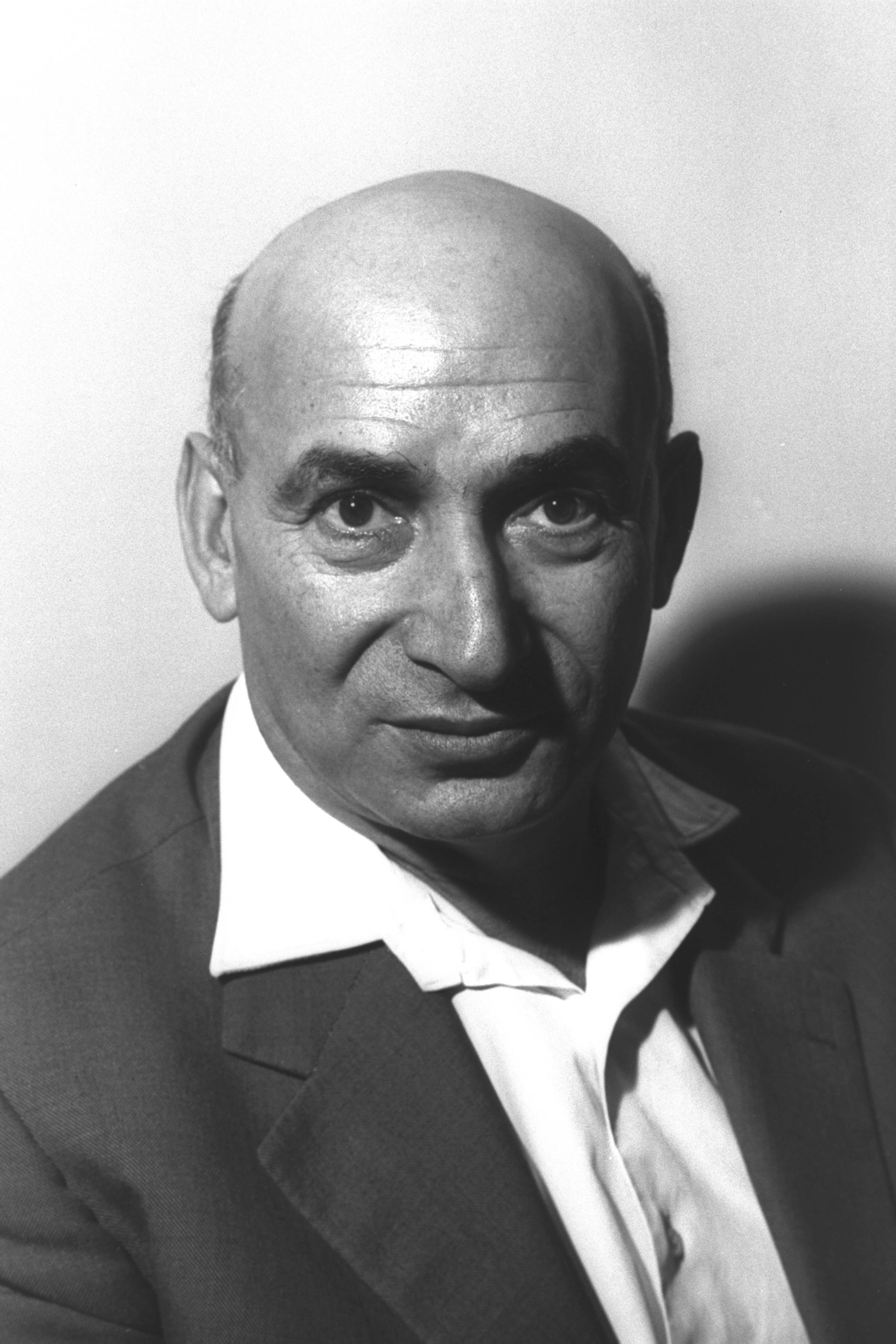
Se’ew Zur

Se’ew Zur (hebräisch זאב צור‎; geboren als Ze’ev Stein, hebräisch זאב שטיין‎; * 11. September 1911; † 28. September 1994) war als Abgeordneter der Achdut haAwoda vom 5. Dezember 1955 bis zum 17. Dezember 1959 stellvertretender israelischer Landwirtschaftsminister.

## Leben
Zur besuchte ein Gymnasium in Hrodna, anschließend studierte er am Polytechnikum in Wilna. Er war ein Mitglied der Jugendbewegung der Sozialistischen Zionisten Polens und der Jugendorganisation Dror. 1931 wanderte er nach Palästina ein. Von 1933 bis 1934 war er in Rischon LeZion Mitglied der Vorgängerorganisation des späteren Stadtrates (Arbeiterrat). 1944 wurde er Mitglied des Merkas HaChakla’i (hebräisch המרכז החקלאי), einer Siedlungsbewegung.
Als Mitglied der Mapai verließ er 1944 die Partei, um Ahdut HaAvoda-Poale Zion zu gründen. Auf der Wahlliste von Achdut haAwoda gelangte er 1955 in die Knesset und wurde am 5. Dezember 1955 zum stellvertretenden Landwirtschaftsminister ernannt. Bei den Wahlen 1959 verlor er seinen Sitz in der Knesset.